# Étienne de La Grange
Étienne de La Grange, mort le 26 novembre 1388, fut l'un des proches conseillers des rois Charles V et Charles VI désignés sous le nom de Marmousets par leurs détracteurs. 

## Biographie

### Famille
Son frère était le cardinal Jean de La Grange.
De son mariage avec Marie du Bois, il eut une fille, Jacqueline, qui épousa Jean de Montagu, qui occupa de nombreuses fonctions auprès de Charles VI.

### Fonctions
Anobli en 1371, il est élu président du Parlement en 1373 dont il est conseiller depuis 1369.

## Source
- Jean Favier, Dictionnaire de la France médiévale, Fayard, 1993 (ISBN 2-213-03139-8)